# Catharina van Bourgondië
Catharina van Bourgondië (Montbard, 1378 - Dijon, 26 januari 1425) was de tweede dochter van Margaretha van Male, gravin van Vlaanderen, en Filips de Stoute, hertog van Bourgondië.
Op 15 augustus 1393 trouwde Catharina met Leopold IV van Habsburg, hertog van Voor-Oostenrijk. Zij kreeg het graafschap Ferrette mee als bruidsschat. Na de dood van Leopold in 1411 bezette diens broer Frederik echter het graafschap. Catharina en haar neef Filips de Goede onderhandelden met Frederik over de teruggave van het graafschap aan Catharina, maar dit had geen succes.
Na de dood van Leopold zou ze in 1414 nog een tweede huwelijk zijn aangegaan met Maximilian Smaßmann von Rappoltstein. Het is echter niet duidelijk of het huwelijk ook daadwerkelijk is gesloten. Mogelijk is er alleen een belofte gedaan om een huwelijk te sluiten. Hertog Jan zonder Vrees zou in 1418 of 1419 met Maximilian hebben onderhandeld om de huwelijksplannen stop te zetten en in 1421 zouden ze tot overeenstemming zijn gekomen. Dit geeft aan dat de huwelijksplannen niet alleen bij de hertog van Oostenrijk slecht waren gevallen, maar ook bij de hertog van Bourgondië. Het is echter ook mogelijk dat het huwelijk nooit meer dan een idee is geweest, of dat het huwelijk zelfs is bedacht door de tegenstanders van Catharina om haar politiek te schaden.
In 1425 overleed Catharina. Ze werd begraven in het klooster van Champmol. Ze liet geen kinderen na.